# Лојче-Хајнрихсберг
Лојче-Хајнрихсберг (њем. Loitsche-Heinrichsberg) општина је у њемачкој савезној држави Саксонија-Анхалт. Једно је од 35 општинских средишта округа Берде. Посједује регионалну шифру (AGS) 15083361.

## Географски и демографски подаци
Површина општине износи 30,8 km². У самом мјесту је, према процјени из 2010. године, живјело 1.036 становника. Просјечна густина становништва износи 34 становника/km².